# Cirrochroa abnormis
Cirrochroa abnormis är en fjärilsart som beskrevs av Moore 1884. Cirrochroa abnormis ingår i släktet Cirrochroa och familjen praktfjärilar. Inga underarter finns listade i Catalogue of Life.